# キューティーハニー (映画)
『キューティーハニー』（CUTIE HONEY）は、永井豪の漫画作品『キューティーハニー』を原作とした2004年に公開された日本映画。

## 概要
『新世紀エヴァンゲリオン』の庵野秀明監督による実写映画。『エヴァ』や実写映画『ラブ&ポップ』『式日』とは打って変わって、庵野は大衆観客に向けて開いた作品作りを心掛け、明朗快活なアクション映画となった。
本作品の最大の特徴は、アニメ独特のスピーディで迫力のある画を実写で再現すべく用いられた「ハニメーション」と名づけられた撮影手法である。これは、あらかじめアニメ製作同様に作画されたカットにしたがって、1コマずつ役者に実際にポーズをとらせて撮影するという、実写スチールを使ってアニメーション化したものである。実際の撮影には、かなり無理な姿勢をキープする必要があるため、演じた佐藤の体の柔らかさが大いに活きたという。
撮影にあたって、カメラは「勢い重視」「もう素材が写っていればいい」という理由から、メインはHD24Pのハイビジョンカメラが使用され、サブとしてデジタルビデオカメラも使用された。但し、特撮パートは35ミリフィルムで撮影された。
基本設定は踏襲しているが、「空中元素固定装置」にまつわる設定や、如月ハニーがOLであったり、「おにぎり好き」であることや、衣服をIシステムによって生成するので普段はブラジャーとパンティのみのランジェリー姿で過ごしているなど、原作との違いも見受けられる。
企画自体は2000年に上がり、2001年秋ごろ劇場公開予定だったが、ハニー役の選定に難航し、企画のリニューアルや予算見直しなどを余儀なくされる。ようやくハニー役が佐藤江梨子に決まったのは2003年で、そこからはスムーズに映画製作が進んだという。しかし、スポンサーにテレビ局がついた時点で、表現が放送コードの自主規制を受けることになった。キャストは佐藤、市川、小日向とモデル出身者が並ぶ一方で、脇には岩松、松尾、吉田、手塚、篠井、新谷、嶋田と小劇場系の大物舞台俳優が多数参加し脇を固めている。
完成までは4年を費やしたが、その間に佐藤の知名度が上がったことや、友情出演した倖田來未がカバーして歌った主題歌「キューティーハニー」の大ヒット、公開当時は人気漫画やアニメの実写映画が多数公開されたために話題になったことなどが追い風となった。映画制作費を前半の海ほたるパーキングエリアのパートで使い切ってしまい、後半の映画制作が大変苦労したと、監督の庵野秀明は第27回東京国際映画祭のトークセッションで述べている。後年、庵野が語ったところによれば、脚本準備中に制作会社の都合で予算が半分以上に減額され、脚本の内容を維持できる状態ではなくなってしまったが、3年以上待ったため今更止められず無茶を承知で始めたものの、現場に実践経験がなくクオリティコントロールの判断が出来なかったという。
主題歌によって倖田が有名になったことなど、話題は多かったが、映画興行成績は失敗に終わり、制作会社のトワーニは倒産。本作品が、トワーニの製作する映画としては最後の作品となった。
原作者である永井豪は、本作品について「ハニーのピュアな部分に焦点をあてることで、庵野さんオリジナルのハニーになっている」と評価している。 オープニングタイトルのアニメーションも高く評価され、後のアニメ『Re:キューティーハニー』の制作に繋がった。

## あらすじ
科学者宇津木博士の誘拐事件が発生。警視庁公安部第8課の秋夏子警部は、海ほたるパーキングエリアへ急行する。そこに居たのは、パンサークロー幹部のゴールド・クロー。警官隊の一部がパンサークロー戦闘員の正体を現し、夏子は絶体絶命の窮地に陥る。それを救ったのは一人の女性警察官。彼女こそ宇津木博士の姪に当たる如月ハニーだった。ハニーは変身能力を駆使して宇津木博士を奪還し、さらに女戦士キューティーハニーに変身してパンサークローを撃退する。
最近、都内では貴金属大量強奪事件、若い女性の失踪事件などが頻発していた。夏子はこれらの事件へのパンサークローの関与を疑い、海ほたるから閃光とともに姿を消したキューティーハニーを追い始める。
一方、ハニーはパンサークローに再び誘拐された宇津木博士を独自に捜索し始める。その過程で、毎朝新聞社記者を名乗る早見青児と出会う。青児はハニーにパンサークローに関する情報を語るのだった。
キューティーハニーを追う夏子は、如月ハニーがOLとして勤務するタチバナ総合商事にたどり着く。ちょうどそのころ、パンサークロー幹部コバルト・クローもキューティーハニーを狙いタチバナ総合商事に潜入する。夏子がハニーを尋問していた時、コバルト・クローが二人を襲撃する。ハニーは夏子を連れてエレベーター内に逃れるが、そこでコバルト・クローに拘束されてしまう。夏子を救うため、ハニーは夏子の目の前でキューティーハニーに変身し戦う。その過程で、父・如月博士を殺したパンサークローへの復讐心に駆られたハニーは、Iシステムの全エネルギーを解放しコバルト・クローを熱死させる。
コバルト・クローを倒した直後、気絶したハニーを夏子は自宅に連れ帰り介抱する。目覚めたハニーは、自分が如月博士に造られたアンドロイドであることを夏子に明かすのだった。
夏子は、パンサークロー関連事件の捜査が進展しない責任を問われ、捜査から外されてしまう。一方、青児と合流したハニーにパンサークローからの招待状が届く。ハニー、夏子、青児の3人はそれぞれのルートで敵の本拠地ジル・タワーへ向かう。
指定された場所で待機していたハニーの目の前で、東京タワーの地下から巨大なジル・タワーが出現する。ジル・タワーへ向かうキューティーハニーの前に、パンサークロー幹部スカーレット・クローが立ち塞がる。スカーレット・クローは口から強力な光弾を放つが、キューティーハニーのシルバーフルーレで弾き返され、撃退される。
ジル・タワーにたどり着いたハニーの前に、パンサークロー最後の幹部ブラック・クローが現れる。ブラッククローは両手に武器を持って高速回転しつつ攻撃を仕掛けてハニーを追い詰めるが、ハニーが至近距離から放ったハニーブーメランに倒れる。
シスター・ジルの下にたどり着いたハニーは、宇津木博士が無事救出されたことを確認するが、夏子を人質に取られてしまう。夏子を救うため、ハニーは自分がシスター・ジルの養分になることを受け入れる。シスター・ジルに吸収されかけるハニー。そこに青児が駆けつけ、解放された夏子に銃を手渡す。夏子はハニーのチョーカーのスイッチを狙って銃撃する。銃弾がスイッチを押しIシステムが起動、その愛の光に包まれたシスター・ジルは浄化され、枯れた花へと姿を変えた。
ジル・タワーは崩壊し、パンサークローは壊滅。街には以前の平和が戻っていた。

## キャスト
- 佐藤江梨子 - キューティーハニー / 如月ハニー
- 市川実日子 - 秋夏子
- 村上淳 - 早見青児
- 及川光博 - ブラック・クロー
- 片桐はいり - ゴールド・クロー
- 小日向しえ - コバルト・クロー/寺田リンコ（二役、コバルトクローは寺田を監禁し成り代わってハニーに接近する）
- 新谷真弓 - スカーレット・クロー
- 加瀬亮 - 秋夏子の年下の部下
- 岩松了 - 秋夏子の年上の部下
- 松尾スズキ - 係長
- 嶋田久作 - 警察庁幹部
- 松田龍平（友情出演） - NSAクライアント
- 京本政樹（特別出演） - リョウ宇津木
- 吉田日出子 - お掃除のおばちゃん (鬼谷京子)
- 手塚とおる - 執事
- 篠井英介 - シスター・ジル
- 倖田來未 - ディーヴァ
- 虻川美穂子（北陽）- タチバナ商事社員
- 伊藤さおり（北陽）- タチバナ商事社員
- 井口昇
- 石井克人
- 三木俊一郎
- 轟木一騎
- 大崎章
- 眞島秀和
- 田中要次
- 出渕裕
- 佐藤佐吉[注釈 3]
- 大河内浩
- 森下能幸
- 山賀博之
- 山崎潤
- 菅原卓磨
- 神谷誠
- 小川敏明
- 金剛地武志 - リョウ宇津木に変身したキューティーハニーを捕らえた戦闘員
- 澤田千作
- 清水一哉
- 玉一敦也
- 山本貴浩
- 堀内俊成
- 福知幸太
- 高槻祐士
- 保科光志
- 田中良
- 伊達久光
- 岡本敏幸
- 四方宗
- 福島匡幸
- 重見成人
- 武田滋裕
- 吉田瑞穂
- マーク武蔵
- 秋山智彦
- 横山誠
- 小野廣巳
- 柴崎岳史
- 林佳
- 小鉄
- 渡辺麻由
- 西門えりか
- しりあがり寿
- 永井豪（カメオ出演） - キューティーハニーがフロントガラスに尻餅をつく車のドライバー

## スタッフ
- 製作：加賀義二、加藤鉄也
- 企画：奥田誠治、中嶋哲也
- 原作：永井豪
- 脚本：高橋留美、庵野秀明
- 音楽：遠藤幹雄
- 監督補：尾上克郎、摩砂雪
- 撮影：松島孝助
- 美術：佐々木尚
- 照明：吉角荘介
- VE：柳慎二、千葉清美
- 録音：橋本泰夫、白取貢
- 編集：奥田浩史
- スクリプター：河島順子
- 助監督：水村秀雄
- 制作担当：梶川雅也
- ビューティー・ディレクター：柘植伊佐夫
- キャラクターデザイン：寺田克也、安野モヨコ、出渕裕、貞本義行、すぎむらしんいち
- ハニー&パンサークロー衣裳制作：S.O.C.
- パンサークロー衣裳制作：竹田団吾
- 特殊メイク：原口智生
- ガンエフェクト：納富喜久男
- アクション監督：山田一善
- 武術指導：シンシア・ラスター
- 企画協力：ダイナミック企画、樋口真嗣、山賀博之、伊藤伸平、関根真吾
- 製作：キューティーハニー製作委員会（トワーニ、バップ、日本テレビ音楽、バンダイ、WOWOW、東急レクリエーション、LATERNA）
- 特報演出：石井克人
- 特撮監督：神谷誠
- VFXプロデューサー：大屋哲男
- VFXスーパーバイザー：佐藤敦紀（電脳頭）、道木伸隆
- 配給・宣伝：ワーナー・ブラザース映画
- アニメーション制作：東映アニメーション
- 制作協力：シネバザール
- 制作：トワーニ
- プロデューサー：甘木モリオ、川端基夫
- 監督：庵野秀明

## 楽曲
オープニングテーマ「キューティーハニー」
作詞：クロード・Q / 作曲：渡辺岳夫 / 編曲：h-wonder / 歌：倖田來未
エンディングテーマ「Into your heart」
作詞・作曲：渡辺未来 / 編曲：h-wonder / 歌：倖田來未
劇中歌
「シスター・ジルのテーマ」
作詞：Sachi Bennett / 作曲：野田晴稔 / 編曲：斎藤修 / 歌：倖田來未
「夜霧のハニー」
作詞：伊藤アキラ / 作曲：渡辺岳夫 / 編曲：西川玲生 / 歌：倖田來未
「ブラック・クロー参上」
作詞：庵野秀明 / 作・編曲：遠藤幹雄 / 歌：及川光博

## コミカライズ
- キューティーハニー a GO GO!（伊藤伸平、「特撮エース」（角川書店））
  - ストーリーは映画脚本に準拠しているが、市川実日子演じる警察庁の警部が公安調査庁の公安調査官になるなど、若干設定が異なる。

## 商品情報

### 書籍
- HONEY STYLE - CUTIE HONEY THE MOVIE COMPLETE BOOK（映画キューティーハニー コンプリートブック）
  - Newtype THE LIVE「特撮ニュータイプ」 04年7月号増刊（角川書店）
- ハニーフラッシュ・佐藤江梨子写真集 ISBN 9784838714933
- 映画「キューティーハニー」小説版 （ソノラマ文庫、永井豪／原作・鴉紋洋／著） ISBN 4-257-77035-X

### 音楽CD
- LOVE & HONEY
- キューティーハニー オリジナル・サウンドトラック

### DVD
発売・販売元はバップ。
- メイキング・オブ・キューティーハニー（DVD1枚組、2004年5月26日発売）
  - メイキング
  - 特報・劇場予告編
- キューティーハニー DVDスタンダード・エディション（1枚組、2004年12月22日発売）
  - 映像特典
    - 特報・劇場予告編・TVスポット集
    - ブラック・クロー ミュージック・クリップ（1.5コーラス）
    - メイキング

  - 封入特典
    - ブックレット（12P）
- キューティーハニー DVDコレクターズ・エディション（2枚組、2004年12月22日発売、初回限定生産）
  - ディスク：本編DVD（スタンダード・エディションと同様）
  - ディスク：特典DVD
    - Making of CUTIE HONEY Special Version
    - 未公開場面集
    - プレゼン用パイロット
    - 設定資料集
    - フルバージョン・エンディング

  - 封入特典
    - 庵野秀明監修オリジナル・フィギュア
    - スーパームービーフィギュアコレクション（未発売バージョン）
    - CUTIE HONEY Material File（280P）
    - ブックレット（12P）

## その他
- 倖田來未が歌ったことで改めてヒットした主題歌「キューティーハニー」は、2006年に韓国でもアユミ（現・伊藤ゆみ）によってカバーされた[6]。